# Concilio di Piacenza
Il concilio di Piacenza fu un sinodo misto di ecclesiastici e laici della Chiesa cattolica che ebbe luogo dal primo al 5 marzo 1095, a Piacenza.

## Storia

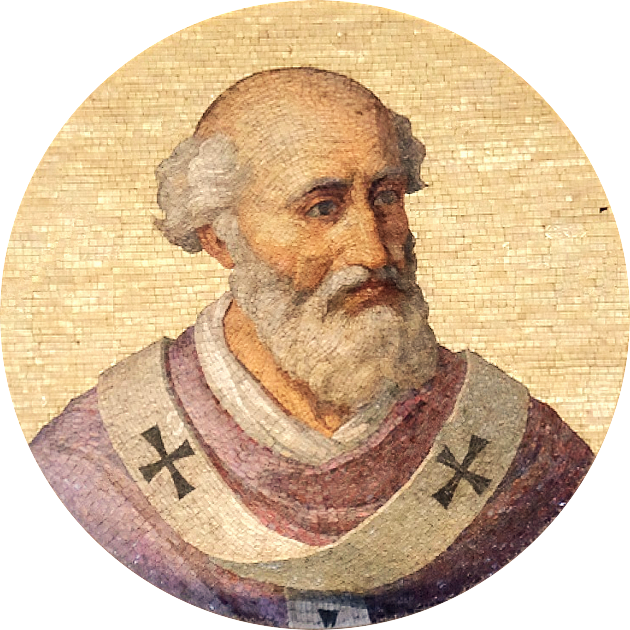
Papa Urbano II.

Il concilio si tenne durante il viaggio che papa Urbano II fece in Italia e Francia per riaffermare la sua autorità dopo la lotta per le investiture con l'impero.
Presenziarono duecento vescovi, 4.000 ecclesiastici e 30.000 laici; i partecipanti furono talmente tanti che il concilio dovette essere tenuto all'aperto, fuori dalla città, e questo fatto riflette l'aumentata autorità della chiesa, risvegliata da papa Gregorio VII.
Tra i laici partecipò Adelaide di Kiev (suo nome originario Prassede o Eufrasia), figlia di Vsevolod I, gran principe di Kiev e sorella di Vladimir II Monomaco, principe della Rus' di Kiev.
Prassede incontrò papa Urbano II e, da questi sollecitata, fece una pubblica confessione dinanzi al concilio accusando suo marito l'imperatore Enrico IV di tenerla segregata contro la sua volontà, di averla costretta a partecipare ad orge offrendola anche a Corrado (figlio di Enrico e della sua prima moglie) e di aver tentato di tenere una Messa nera sul suo corpo nudo.
Queste accuse furono confermate da Corrado, che dichiarò che questa era la ragione per cui si era ribellato contro suo padre.
Entro l'anno fu concesso l'annullamento del matrimonio tra Prassede ed Enrico.
Parteciparono anche ambasciatori inviati da Filippo I di Francia che era stato da poco scomunicato a causa del suo illegale divorzio e nuovo matrimonio con Bertrada di Montfort: Filippo ebbe tempo fino alla Pentecoste per regolarizzare la situazione.
Il resto del concilio si occupò dei tipici problemi della chiesa, ci furono almeno 15 canoni pubblicati durante il concilio, tra i quali:
- condanna dell'eresia di  Berengario di Tours;
- affermazione della presenza di Cristo nell'eucaristia;
- condanna dell'eresia Nicolaita;
- denuncia dell'antipapa Clemente III e dei suoi sostenitori;
- proibizione di pagare i preti per battesimi, funerali o confermazioni.
- l'annullamento delle ordinazioni celebrate dall'antipapa Clemente III e dei suoi aderenti[3].

### Crociata

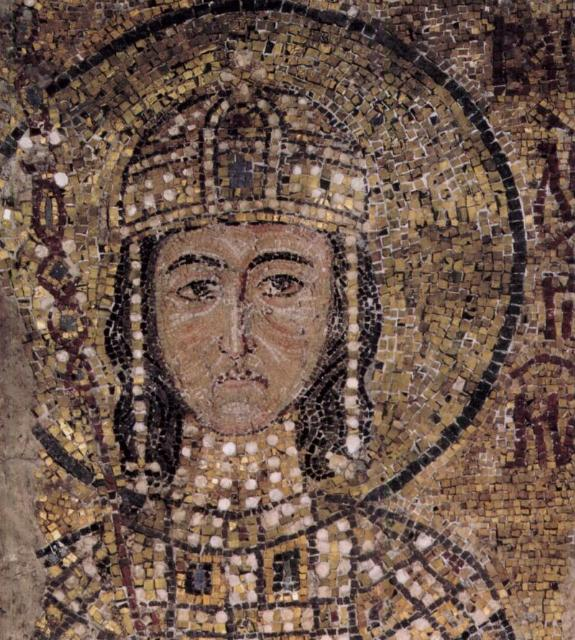
Alessio I Comneno.

Ma la partecipazione che avrebbe avuto maggiori conseguenze fu quella degli ambasciatori inviati dell'imperatore bizantino Alessio I. Alessio era stato scomunicato da Gregorio VII ed aveva beneficiato di una serie di riammissioni nel seno della Chiesa, ma Urbano, divenuto papa nel 1088, aveva definitivamente tolto la scomunica e le relazioni tra est ed ovest erano al momento amichevoli.
L'Impero bizantino aveva ceduto molti dei suoi territori in Asia Minore ai Turchi Selgiuchidi in conseguenza della battaglia di Manzicerta nel 1071, ma è dubbio che Alessio andasse molto oltre una generica speranza che i cavalieri occidentali potessero aiutarlo a recuperarli.
Gli ambasciatori probabilmente esagerarono la gravità del pericolo per l'impero, che non era così imminente ora che i Selgiuchidi stavano combattendo tra loro; Alessio disse loro di ricordare che anche Gerusalemme era in mano ai musulmani, sapendo che anche i cristiani occidentali, consideravano di speciale importanza la città al centro del mondo.
Le richieste di Alessio furono prese in considerazione molto più seriamente di quanto egli stesso sperasse.
Urbano poteva aver già immaginato una crociata all'est, ed interpretò la richiesta come un segno di debolezza dell'Impero d'Oriente e della Chiesa cristiana ortodossa.
Quindi pensò che, se avesse mandato aiuti, forse avrebbe potuto riunire le due chiese sotto la sua autorità.
La notizia della minaccia per l'impero e della supposta minaccia per Gerusalemme si sparse in Francia dopo la fine del concilio; nel novembre del 1095, Urbano indisse un concilio anche più grande, l'appello di Clermont, dove l'organizzazione della prima crociata fu formalmente annunciata.

### Roncaglia
La limitrofa località di Roncaglia sarà la sede di due diete imperiali convocate da Federico I detto il Barbarossa alla presenza di alti prelati d'Italia e Germania, rispettivamente:
- nell'anno 1154, in vista dell'incoronazione a Pavia,
- nell'anno 1158, per legittimare diritti e natura ereditaria dell'autorità imperiale.

## Fonti
La maggior parte delle informazioni sul Concilio di Piacenza vengono dal cronachista Bernoldo di Costanza, che fu probabilmente presente, così come Ekkehard d'Aura e Guiberto di Nogent, che furono a Clermont se non a Piacenza. Nessuna fonte bizantina coeva ritenne gli ambasciatori abbastanza importanti da essere menzionati, ma il concilio è menzionato dal cronachista del XIII secolo Teodoro Scutariote, che cita testi oggi perduti.